# Горностаев, Максим Перфильевич
Макси́м Перфи́льевич Горноста́ев (1740, Выкса — 1809, там же) — главный управляющий Выксунских металлургических заводов.

## Биография
Родился в 1740 году в селе Выкса Арзамасского уезда Нижегородской губернии в семье крепостных братьев Баташёвых. Проявил себя как очень одарённый самоучка — начал работу в качестве крепостного мастерового, но со временем выучил горное дело и металлургию, выучил английский, французский и немецкий языки, свободно переводил с них технические тексты. По его проекту в Выксе была построена проволочная фабрика, на которой Горностаев внедрил многие передовые для того времени технологии. Усовершенствовал процессы выплавки чугуна и железа и метод выжига древесного угля. С 1800 года до своей смерти в 1809 году был главным управляющим Выксунских заводов. Собрал большую библиотеку. За свои заслуги получил вольную для себя и всей своей семьи.

## Семья
Имел троих сыновей: Ивана, Василия и Алексея, двое последних из которых стали известными архитекторами, работали в Санкт-Петербурге и Царском Селе.